# Kaiate Falls
Die Kaiate Falls (Maori Te Rerekawau) sind ein mehrstufiger Wasserfall im Gebiet der Ortschaft Waitao südlich von Tauranga in der Region Bay of Plenty auf der Nordinsel Neuseelands. Er liegt im Lauf des Kaiate Stream, der in nördlicher Fließrichtung in die Rangataua Bay mündet, eine Nebenbucht des Tauranga Harbour.
In Waitao leitet die Kaiate Falls Road nach 1 km hinter dem Abzweig von der Waitao Road zu einem Parkplatz, von dem aus ein einstündiger Rundwanderweg zu mehreren Aussichtspunkten auf den Wasserfall führt.